# Terrina

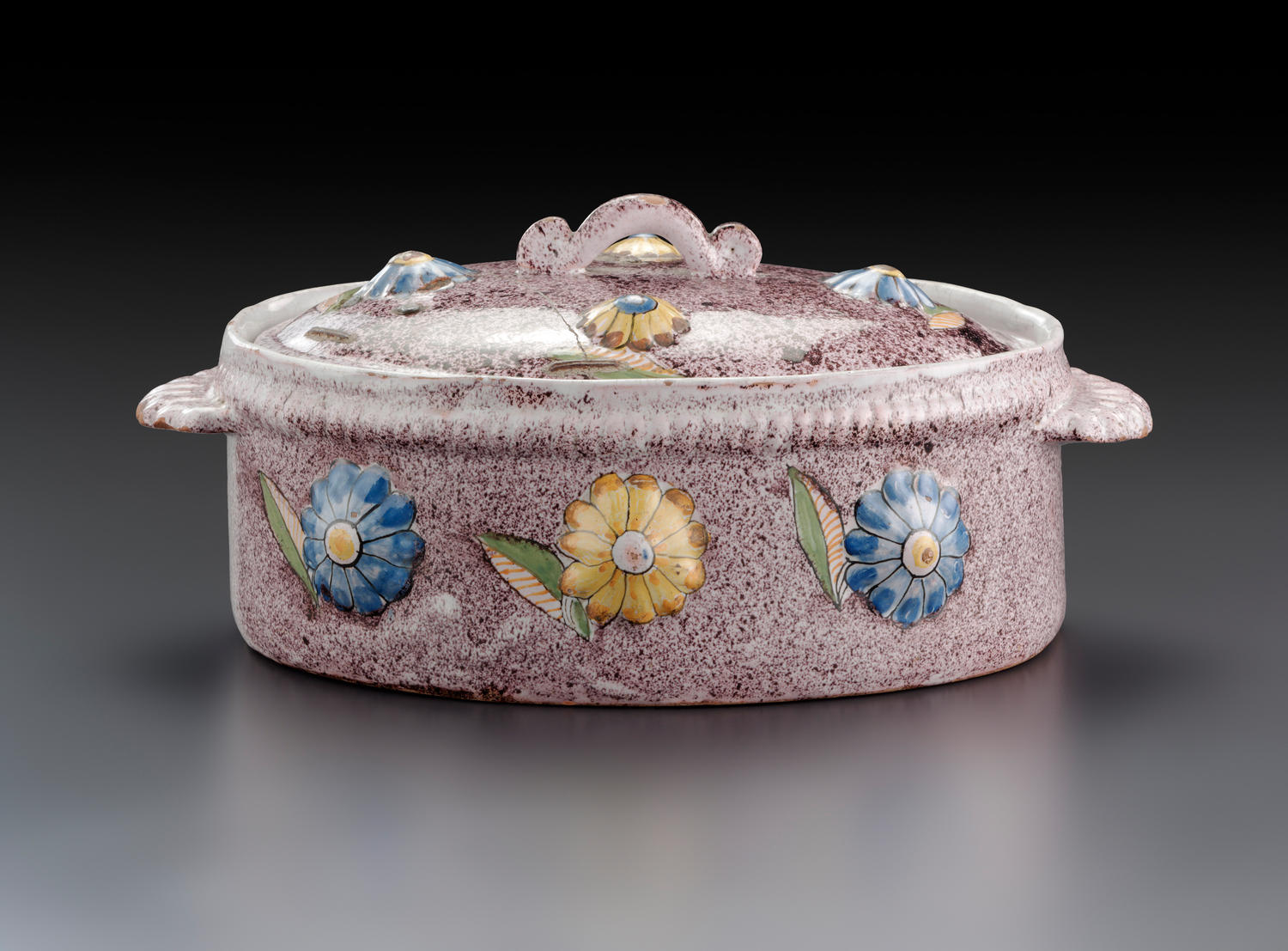
Terrina ovale con coperchio

La terrina è un contenitore usato in cucina. Per estensione, la parola indica l'alimento cotto all'interno della stessa.

## Etimologia
Il suo nome viene dal latino terrineus (fatto di terra), derivante dal materiale che la costituisce, la terracotta o il gres.

## Descrizione
Esistono due terrine differenti: quella intesa come grossa ciotola, in cui si impastano ingredienti o si condisce l'insalata e la terrina da forno.

### Terrina da forno
Originaria della Francia, in uso dal XV secolo la terrina da forno è un contenitore di forma rotonda o ovale, con fondo piatto e pareti verticali abbastanza alte, può essere dotata di manici e di un coperchio. Devono essere fatte in materiali in grado di sopportare le alte temperature come la ceramica, la porcellana, il gres e la terracotta smaltati, l'acciaio inossidabile, alluminio, la ghisa smaltata e la plastica. Le terrine in vetro, poco diffuse, sono realizzate in pyrex.
Curiose sono le terrine naturalistiche, a forma di animale (anatra, gallina, oca, cinghiale), oppure a forma di vegetale (cavolo, carciofo, finocchio, zucca), che suggeriscono il principale ingrediente utilizzato nella preparazione.
Differisce da una pirofila in ceramica per le minori dimensioni, per i bordi più alti e per la possibilità di avere il coperchio.

## Utilizzi

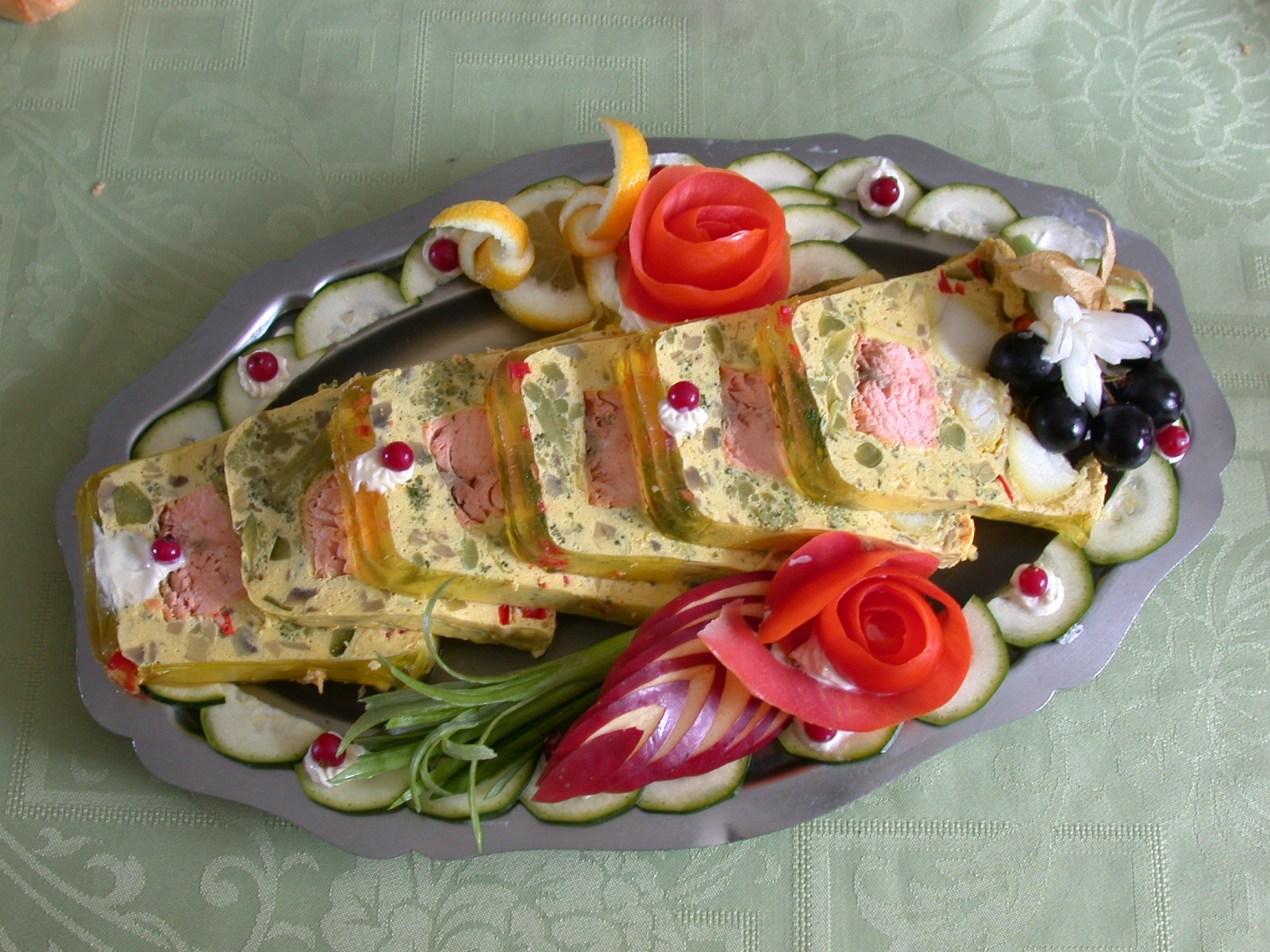
Terrina con salmone e basilico

La parola "terrina" indica per estensione, l'alimento preparato all'interno della stessa: un antipasto tipicissimo in Francia da cuocere in forno a bagnomaria a base di carne, pesce, verdure, funghi e/o uova. L'alimento si consuma freddo. Sebbene abbia delle analogie con il pâté e sia talvolta considerata impropriamente  un suo sinonimo, la terrina si ottiene miscelando degli ingredienti tritati meno finemente.